# Sesquicentenario de Argentina

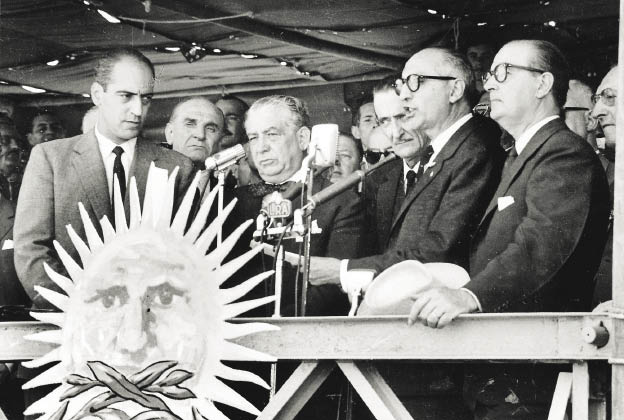
Le tocó al presidente Arturo Frondizi organizar los festejos para el Sesquicentenario de Argentina, como no se le prestó mucha importancia, y no se invirtió mucho dinero, los festejos pasaron desapercibidos. En la foto se encuentra el Presidente relatando un discurso, a su lado el presidente uruguayo Eduardo Víctor Haedo.

El Sesquicentenario de la República Argentina fue el aniversario número ciento cincuenta de la Revolución de Mayo el 25 de mayo del año 1960, cuando en aquella revolución se destituyó al virrey español Baltasar Hidalgo de Cisneros y se creó una Junta de Gobierno conformada por destacados representantes del pueblo, que se convirtió entonces en el Primer Gobierno patrio de Argentina.
La Revolución de Mayo en 1810 y el primer Gobierno Patrio Argentino surgidos el 25 de mayo de 1810 en el Cabildo de la ciudad de Buenos Aires inmediatamente tuvieron (en cuanto a los transportes de la época lo permitieron) por adherentes a Cabildos tan alejados en distancias de Buenos Aires como el de Tarija, Mendoza, Corrientes, el Cabildo de Concepción del Uruguay (capital entonces de Entre Ríos), el Cabildo de la Reducción de Yapeyú que entonces, en ese año de 1810, también incluía a las Misiones Orientales. La mayor parte del extensísimo territorio que adhirió inicialmente a la Revolución del 25 de mayo de 1810 conformó a las Provincias Unidas del Río de la Plata.
Se montaron numerosos pabellones hechos de vidrio, aluminio y acero, vino IBM (en ese entonces empresa líder en computación) y la Comisión de Energía Atómica de Estados Unidos para dar muestra de sus tecnologías, la Exposición Nacional se abrió al público en noviembre de 1960. Pero no tuvo mayor repercusión, prácticamente hoy es recordada por pocos, no existen restos de ella, lo único que quedó fue un anexo trasero en el Museo de Bellas Artes y el puente de Figueroa Alcorta.

## Organización
El aniversario n.º 150 de la Revolución de Mayo llegó justo cuando el desarrollismo de principios de la década de 1960 comenzaba a florecer. Entonces por decisión del gobierno de aquella época, se ideó una Exposición Nacional con la idea de mostrar los avances tecnológicos y comerciales frutos de aquel periodo de gobierno. 
A mediados del año 1959 el arquitecto César Janello fue convocado por el gobierno nacional encabezado por el presidente Arturo Frondizi. Se le pidió un informe junto a un equipo de arquitectos provenientes de la Sociedad Central de Arquitectura y la Dirección Nacional de Arquitectura, con lineamientos para una gran exposición. Se acercaba la fecha del Sesquicentenario de la Revolución de Mayo, y el gobierno había decidido festejarlo con un evento dirigido al público.
El problema principal es que no había mucho tiempo, para organizarla hubieran tenido que haberse empezado tres años antes, y Frondizi comenzó su gobierno en 1958, y había pasado por alto el Sesquicentenario. En un informe se evaluó la idea de organizar una Exposición Mundial o Continental (como fue en Bruselas en 1958).
Otro problema fue la falta de coordinación y la lentitud administrativa en los primeros meses de 1960, se sumaba al tiempo que tardaban en llegar materiales importados de las delegaciones extranjeras. Y la falta de publicidad oficial, volvió escaso el interés de las empresas y gobiernos para participar. En este marco, Janello renuncia a su puesto en julio de 1960.

## Características
La Exposición tenía como objetivo mostrar al mundo lo construido por la Argentina en sus 150 años de historia, y también mostrarle a las personas las cosas que existían en el resto del mundo, el informe decía: "La Exposición puede marcar la necesidad de una nueva etapa futura", sugería a la "Argentina en el tiempo y en el mundo" como lema.
La Comisión eligió el mes de septiembre como fecha de inicio de la Exposición. La misma se encontraría en los alrededores de la Facultad de Derecho de la UBA y del Museo de Bellas Artes, estos están rodeados de parques y galpones ferroviarios en desuso, que se procedió a demoler. César Janello quedó a cargo de la Oficina de Arquitectura y Planeamiento, hasta llegó a participar de la Exposición la IBM, con la primera megacomputadora, como también la Comisión de Energía Atómica de Estados Unidos.

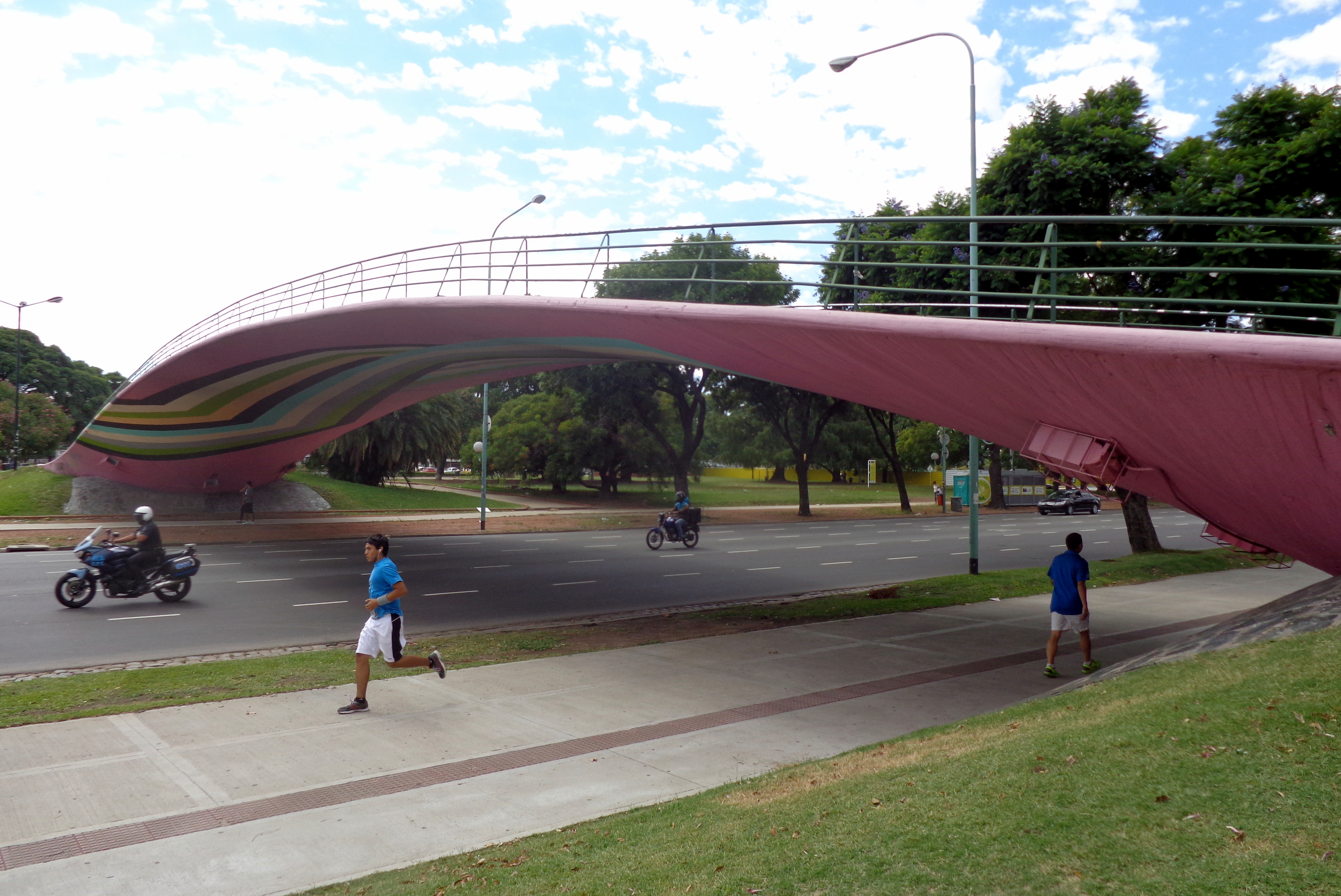
Puente Figueroa Alcorta construido para los festejos del sesquicentenario.

Pese a todos los problemas ya mencionados, la Exposición del Sesquicentenario de la Revolución de Mayo se abrió al público en noviembre de 1960. Esta consistía en una serie de pabellones fáciles de fácil armado y desarmado, los mismos estaban hechos generalmente de vidrio, aluminio y acero. Estos pabellones brindaban información a la gente sobre nuevos productos e innovaciones tecnológicas de empresas extranjeras.

## Eventos
Los veinte tomos de Biblioteca de Mayo (una colección de libros de historia argentina), fueron editados como homenaje por el Senado de la Nación, como iniciativa del legislador Aníbal Dávila. En Avenida del Libertador hubo desfiles de 16 000 efectivos militares. Además la cancillería argentina invitó a cincuenta delegaciones extranjeras que participaron de los festejos. Asimismo todos los gobernadores provinciales se reunieron en la ciudad de Buenos Aires para dar lugar a los festejos.

## Exposición

### IBM y su RAMAC
La empresa multinacional IBM expuso en su pabellón transparente una computadora IBM 305 RAMAC, esta contestaba preguntas sobre la Revolución de Mayo. La máquina venía directamente de la Feria Mundial de Bruselas de 1958, donde también contestaba preguntas. La máquina estaba dotada de la primera memoria de discos magnéticos, con una capacidad de cinco millones de caracteres con cincuenta discos (5 MB, lo que hoy en día se usa para una foto o una canción).  Medía dos por dos y por un metro y costaba 75 000 dólares.

### La Comisión de Energía Atómica de Estados Unidos
La Comisión de Energía Atómica de Estados Unidos instaló su propio stand, fue uno de los más interesantes, consistía en una burbuja enorme de tela de nylon impregnada de vinilo e inflada a través de compresores de aire. En el interior de esta los visitantes podían ver una narración audiovisual que explicaba las ventajas de la fisión del átomo, había hasta una reproducción de un reactor nuclear a escala.

### Monumento al dinero
La Asociación de Bancos de la República Argentina también decidió participar de la Exposición, y construyó un monumento al dinero, o mejor dicho, al flujo de capitales. 
El monumento consistía en cuatro monedas de metal de un peso de una tonelada y media, estas "flotaban" a una altura de doce metros, sostenidas a través de cables, los cables sujetaban las monedas entre sí, pero no había contacto entre ellas, ya que el significado que le querían dar al monumento era el movimiento en pleno vuelo, las monedas estaban sostenidas mediante un complejo sistema de cables de acero fijados al piso.
En las caras de las monedas habían grabadas las imágenes del Cabildo de Buenos Aires y de la Libertad, el de una efeméride de la Patria celebrada con la vista puesta en el desarrollo económico del país, y relatada en la lengua de la modernización y los adelantos tecnológicos que había en el país, en aquel momento.

### Los pabellones

#### El pabellón de Industrias Kaiser
El mismo estilo moderno que tenía la esfera que habían traído los estadounidenses de la Comisión de Energía Atómica, la tenía la "cúpula geodésica" del pabellón de Industrias Kaiser Argentina. Fue ideada en la década de 1950 por el estadounidense Buckminster Fuller, estas cápsulas tenían la característica de poder sostenerse sobre grandes superficies y ser capaces de soportar su propio peso, con materiales livianos y prácticamente sin soportes.

#### El pabellón de Shell
En pabellón de Shell Argentina, había edificios con forma de prisma, Eternit (empresa de materiales para la construcción), construyó una torre de tubos torneados en forma de helicoide.

#### El pabellón de Citroën
El pabellón de Citroën tenía un techo en forma de alerón, como el logotipo de la empresa, con dos puntos de fuga, debajo de ese techo, se encontraba uno de los vehículos más populares de la empresa, el Citroën 2CV, así el enorme techo que estaba encima del auto, se relacionaba directamente con la empresa.

## Galería

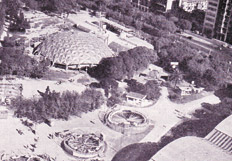
Pabellón Industrias Kaiser.
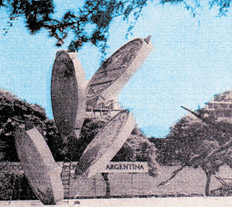
Monumento al «flujo económico».
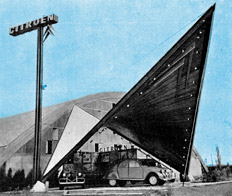
Pabellón de Citroën Argentina.
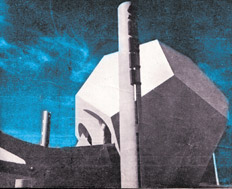
Pabellón de Shell.
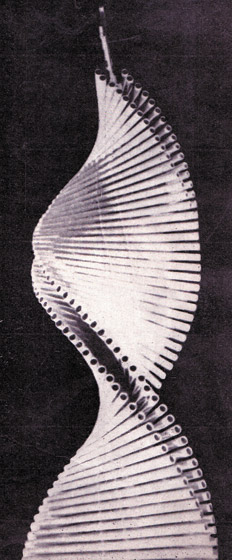
La Torre de Eternit.
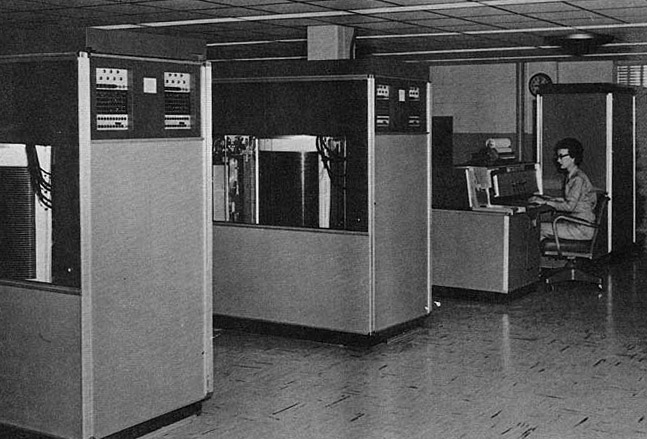
Unas IBM 305 RAMAC (ninguna es la usada en el pabellón de IBM), pero los modelos son los mismos, con discos de distintas capacidades.